# Campeonato Mundial de Halterofilismo de 2023 - Até 87 kg feminino
A categoria até 87 kg feminino foi um evento do Campeonato Mundial de Halterofilismo de 2023, disputado em Riade, na Arábia Saudita, no dia 15 de setembro de 2023.

## Calendário
Horário local (UTC+3)
| Dia            | Horário | Fase    |
| -------------- | ------- | ------- |
| 15 de setembro | 14:30   | Grupo B |
| 15 de setembro | 19:00   | Grupo A |

## Medalhistas
| Evento    | Ouro                 | Ouro   | Prata              | Prata  | Bronze                     | Bronze |
| --------- | -------------------- | ------ | ------------------ | ------ | -------------------------- | ------ |
| Arranque  | Lo Ying-yuan (TPE)   | 112 kg | Jung A-ram (KOR)   | 107 kg | Anastasiia Manievska (UKR) | 106 kg |
| Arremesso | Solfrid Koanda (NOR) | 156 kg | Yeinny Geles (COL) | 138 kg | Jung A-ram (KOR)           | 134 kg |
| Total     | Lo Ying-yuan (TPE)   | 245 kg | Yeinny Geles (COL) | 244 kg | Jung A-ram (KOR)           | 241 kg |

## Recordes
Antes desta competição, o recorde mundial da prova era o seguinte:
| Recorde         | Tipo      | Atleta         | Peso   | Local | Data                  |
| Recorde Mundial | Arranque  | Padrão mundial | 132 kg |       | 1 de novembro de 2018 |
| Recorde Mundial | Arremesso | Padrão mundial | 164 kg |       | 1 de novembro de 2018 |
| Recorde Mundial | Total     | Padrão mundial | 294 kg |       | 1 de novembro de 2018 |

## Resultado
Os resultados foram os seguintes.
| Pos.              | Atleta                      | Grupo | Arranque (kg) | Arranque (kg) | Arranque (kg) | Arranque (kg)     | Arremesso (kg) | Arremesso (kg) | Arremesso (kg) | Arremesso (kg)    | Total      |
| Pos.              | Atleta                      | Grupo | 1             | 2             | 3             | Resultado         | 1              | 2              | 3              | Resultado         | Total      |
| ----------------- | --------------------------- | ----- | ------------- | ------------- | ------------- | ----------------- | -------------- | -------------- | -------------- | ----------------- | ---------- |
| Medalha de ouro   | Lo Ying-yuan (TPE)          | A     | 108           | 110           | 112           | Medalha de ouro   | 128            | 133            | 133            | 5                 | 245        |
| Medalha de prata  | Yeinny Geles (COL)          | A     | 106           | 106           | 106           | 4                 | 130            | 134            | 138            | Medalha de prata  | 244        |
| Medalha de bronze | Jung A-ram (KOR)            | A     | 103           | 103           | 107           | Medalha de prata  | 134            | 134            | 139            | Medalha de bronze | 241        |
| 4                 | María Fernanda Valdés (CHI) | A     | 105           | 105           | 108           | 8                 | 130            | 133            | 135            | 4                 | 238        |
| 5                 | Tatev Hakobyan (ARM)        | A     | 105           | 105           | 108           | 6                 | 128            | 132            | 136            | 6                 | 237        |
| 6                 | Hripsime Khurshudyan (ARM)  | A     | 105           | 105           | 108           | 7                 | 130            | 130            | 134            | 8                 | 235        |
| 7                 | Rigina Adashbaeva (UZB)     | A     | 101           | 104           | 106           | 10                | 123            | 128            | 131            | 7                 | 232        |
| 8                 | Monique Lima Araújo (WRT)   | B     | 100           | 100           | 105           | 5                 | 116            | 121            | 126            | 9                 | 231        |
| 9                 | Anne Vejsgaard Jensen (DEN) | A     | 100           | 105           | 105           | 9                 | 118            | 118            | 122            | 11                | 223        |
| 10                | Nikola Seničova (SVK)       | B     | 93            | 97            | 101           | 11                | 114            | 119            | 123            | 10                | 220        |
| 11                | Veronika Mitykó (HUN)       | B     | 94            | 94            | 94            | 12                | 106            | 111            | 114            | 12                | 208        |
| 12                | Lenka Žembová (SVK)         | B     | 90            | 93            | 93            | 13                | 109            | 112            | 115            | 13                | 202        |
| 13                | Ajah Pritchard-Lolo (VAN)   | B     | 85            | 90            | 90            | 14                | 105            | 110            | 111            | 14                | 196        |
| 14                | Eliška Šmigová (CZE)        | B     | 83            | 83            | 86            | 15                | 103            | 107            | 110            | 15                | 193        |
| —                 | Solfrid Koanda (NOR)        | A     | 115           | 115           | 115           | —                 | 140            | 150            | 156            | Medalha de ouro   | —          |
| —                 | Anastasiia Manievska (UKR)  | A     | 106           | 108           | 108           | Medalha de bronze | —              | —              | —              | —                 | —          |
| —                 | Jéssica da Silva (POR)      | B     | 88            | —             | —             | —                 | —              | —              | —              | —                 | —          |
| —                 | Zeinab Sheikh (IRI)         | B     | Não largou    | Não largou    | Não largou    | Não largou        | Não largou     | Não largou     | Não largou     | Não largou        | Não largou |